# بروس بیکفورد (پویانما)
بروس بیکفورد (انگلیسی: Bruce Bickford؛ ‏ ۱۱ فوریه ۱۹۴۷ – ۲۸ آوریل ۲۰۱۹) یک پویانما اهل ایالات متحده آمریکا بود.